# 郑光祖
鄭光祖（约1260年—约1320年），字德輝，平陽襄陵（今山西襄汾縣）人。元代雜劇家和散曲家，與關漢卿、馬致遠、白樸齊名，後人并稱「元曲四大家」。

## 生平
生平記載極少，只知他“為人方直，不忘與人交，故諸公多鄙之；久則見其情厚，而他人莫之及也。”伶人稱他為「先生」，死後由伶人火葬於杭州靈隱寺。
所作雜劇可考者十八種，現存《周公攝政》、《王粲登樓》、《翰林風月》、《倩女離魂》、《無塩破連環》、《伊尹扶湯》、《老君堂》、《三戰呂布》等八種；其中，《倩女離魂》最著名，後三種被質疑並非鄭光祖作品。除雜劇外，鄭光祖寫散曲，有小令六首、套數二套流傳。

## 評價
- 朱權《太和正音譜》：「鄭德輝之詞，其詞出語不凡，若咳唾落乎九天，臨風而生珠玉，誠傑作也。」